# Bercero
Bercero è un comune spagnolo di 269 abitanti situato nella comunità autonoma di Castiglia e León.